# Frýdlant
Frýdlant (tjekkisk udtale: [ˈfriːdlant ˈft], også kendt som Frýdlant v Čechách; tysk: Friedland in Böhmen) er en by i distriktet Liberec i regionen Liberec i Tjekkiet med omkring 7.400 indbyggere. Den historiske bymidte er velbevaret og er beskyttet ved lov som et kulturmonument.

## Inddeling
Landsbyerne Albrechtice u Frýdlantu og Větrov er administrative dele af Frýdlant.

## Geografi
Frýdlant ligger omkring 17 km nordvest for Liberec, i en fremtrædende region i Frýdlant Hook, tæt på grænsen til Polen. Den ligger hovedsageligt i Frýdlant-bakkerne. Den sydlige del af kommunens område strækker sig ind i Jizerabjergene og omfatter Frýdlants højeste punkt, bakken Špičák der er 274 m over havets overflade. Floden Smědá løber gennem byen.

## Historie
Området blev bosat af slaviske stammer fra Lausitz fra det 6. århundrede og frem.
I det 13. århundrede blev det lokale slot holdt af Ronovci-familien indtil midten af århundredet, hvor Častolov af Ronov blev tvunget til at returnere slottet og andre ejendomme til kong Ottokar 2.
Den første skriftlige omtale af Frýdlant er fra 1278, hvor Rulko af Birbstein,  også kaldet Rudolf af Bieberstein, købte slottet og det omkringliggende land af kongen.  Rulko havde ejendom i Schlesien og Øvre Lausitz, og familiemedlemmer havde retsstillinger. 
Efter München-aftalen fra 1938 blev byen besat af Nazityskland og indlemmet som Friedland (Isergebirge), en af kommunerne i Sudeterland. Efter Anden Verdenskrig faldt det tilbage til Tjekkoslovakiet og omdøbt til Frýdlant. Den tysktalende befolkning blev fordrevet i henhold til Beneš-dekreterne og erstattet af tjekkiske bosættere.

## Seværdigheder

### Frýdlant Slot
Slotskomplekset består af det gotiske slot med et højt tårn og et renæssanceslot. Der er udstillinger, såsom Albrecht von Wallenstein, Trediveårskrigen og et våbenlager med 1.000 våben, der blev brugt til militær og jagt. Slottet omfatter Sankt Anne-kapellet, riddersalen, værelser til greve og grevinde og et fungerende køkken.